# Сеидходжало
Сеидходжало (груз. სეიდხოჯალო, азерб. Seyidqocalı) — небольшое село в Марнеульском муниципалитете республики Грузия, расположенное западнее села Арапло, на аккумулятивной равнине по правому берегу реки Дебед, на высоте 355 метров. Находится на расстоянии 19 км от города Марнеули и в 3 км от ближайшей железнодорожной станции и села Шулавери.
Сеидходжало — единственное село в Марнеульском районе республики Грузия, названное именем грузинского азербайджанца — Сеида Годжалы.
Согласно данным переписи 2002 года — деревня с населением 527 человек.